# کلیرویو (واشینگتن)
کلیرویو (به انگلیسی: Clearview) یک منطقهٔ مسکونی در ایالات متحده آمریکا است که در شهرستان اسنوهومیش، واشینگتن واقع شده‌است. کلیرویو ۱۲٫۰۱ کیلومتر مربع مساحت و ۳٬۳۲۴ نفر جمعیت دارد.